# Anniina Karjalainen
Anniina Karjalainen är en sångerska från Finland. Hon deltog i Idols Finland.

## Diskografi

### Album
- Traces of Me (6 april 2005)

### Singlar
- Why (So Easily) (2004)
- Who's About To Cry Now (2005)
- Butterfly (In My Heart) (2005)